# Сейталиев, Канат Токтосунович
Канат Токтосунович Сейталиев (7 июля 1968) — советский и киргизский футболист, полузащитник. Выступал за сборную Кыргызстана.

## Биография
В профессиональном футболе дебютировал в 22-летнем возрасте в составе клуба «Достук» (Сокулук) в последнем сезоне первенства СССР во второй низшей лиге. После распада СССР продолжал играть за «Достук» в высшей лиге Кыргызстана и в 1992 году стал серебряным призёром чемпионата. Сезон 1994 года провёл в клубе «Шумкар-СКИФ» (Бишкек).
С 1995 года играл за клуб «АиК»/«Национальная гвардия» (Бишкек), в его составе сыграл около ста матчей, становился серебряным (1995, 1996) и бронзовым (1997, 1998) призёром национального чемпионата, обладателем Кубка Кыргызстана (1996). В конце карьеры выступал за «Полёт», с которым стал бронзовым призёром сезона 2000 года.
Всего в высшей лиге Кыргызстана сыграл 194 матча и забил 30 голов.
В национальной сборной Кыргызстана сыграл дебютный матч 26 сентября 1992 года в рамках Кубка Центральной Азии против Казахстана, заменив в перерыве Канатбека Ишенбаева. В 1992 год сыграл три матча за сборную, спустя полтора года, в апреле 1994 года на Кубке Центральной Азии в Ташкенте провёл ещё три игры. Всего на его счету 6 матчей за национальную команду.
После окончания карьеры выступал в соревнованиях ветеранов. В 2014 году признан лучшим игроком ветеранского чемпионата Кыргызстана. Выступал за ветеранскую сборную страны.
В 2010-х годах входил в тренерский штаб клуба первой лиги «Наше Пиво» (Кант).